# Culicoides lieni
Culicoides lieni är en tvåvingeart som beskrevs av Chen 1979. Culicoides lieni ingår i släktet Culicoides och familjen svidknott.
Artens utbredningsområde är Taiwan. Inga underarter finns listade i Catalogue of Life.